# Lia Wöhr

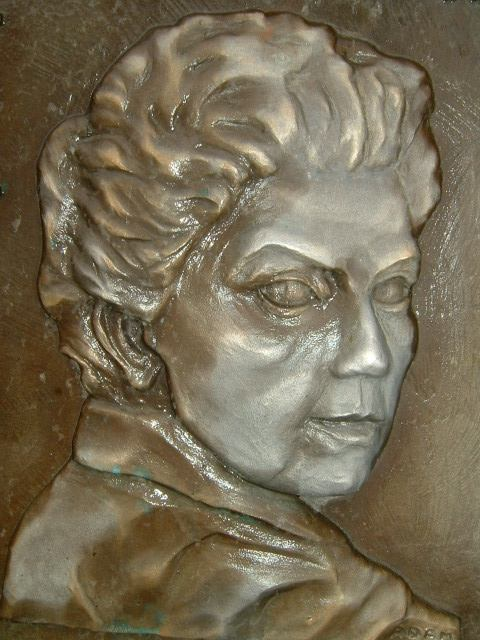
Lia-Wöhr-Relief am Lia-Wöhr-Platz in Frankfurt

 Elisabeth „Lia“ Wöhr (* 26. Juli 1911 in Frankfurt am Main; † 15. November 1994 in Oberursel, Hessen) war eine deutsche Schauspielerin, Regisseurin, Tänzerin, Sängerin und Fernsehproduzentin.

## Leben

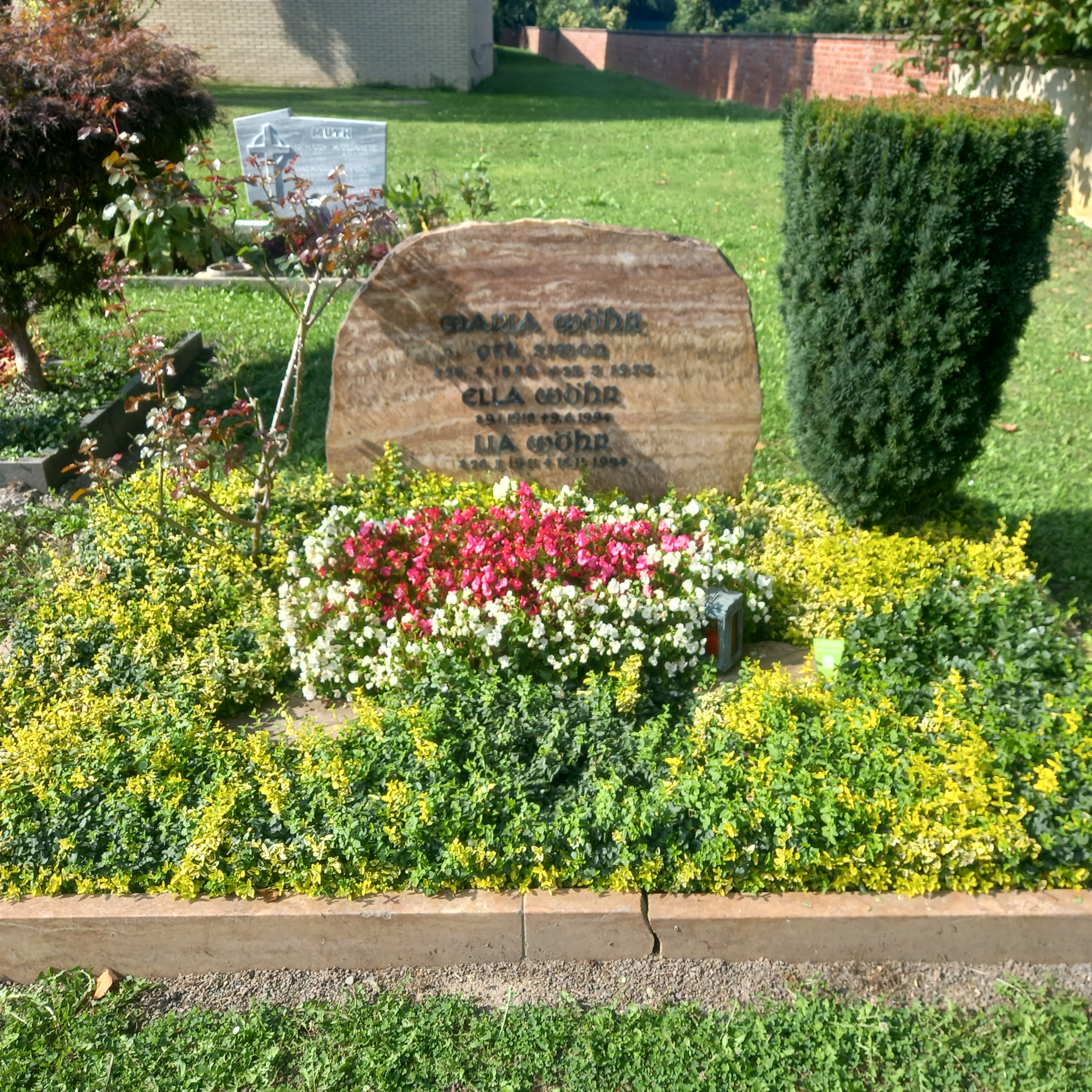
Grab von Lia Wöhr

Lia Wöhr wuchs als Tochter eines Bäckers im Frankfurter Gallus auf. Als sie die Oper Salomé sah, beschloss sie, Tänzerin zu werden. Diesen Beruf übte sie auch mehrere Jahre aus. Danach besuchte sie die Schauspielschule und erhielt Ende der 1920er Jahre erste Engagements in Berlin als Chansonsängerin. Schließlich wurde sie nach abgeschlossener Schauspielausbildung vom Stadttheater Halberstadt verpflichtet. Dort kündigte sie jedoch 1933, weil einer jüdischen Kollegin gekündigt worden war. Sie ging zurück nach Frankfurt und spielte klassische Rollen am Frankfurter Schauspiel. Ihre erste eigene Regiearbeit übernahm sie 1937 für eine Oper.
Nach dem Zweiten Weltkrieg wurde sie aufgrund ihres im Juni 1940 erfolgten Eintritts in die NSDAP aus dem städtischen Dienst entlassen, erhielt aber, nachdem eine Spruchkammer sie als Mitläuferin eingestuft und sie 1000 Reichsmark als Sühne gezahlt hatte, wieder von der Militärregierung die Zulassung als Schauspielerin und Lehrerin für dramatischen Unterricht. Sie wurde als Mama Hesselbach in den Hörspielserien Familie Hesselbach, Prokurist a. D. Hesselbach, Büro für Lebensberatung und Hesselbach GmbH von und mit Wolf Schmidt bekannt. Als aus der Hörspielreihe 1960 eine Fernsehserie unter dem Titel Die Firma Hesselbach wurde, war Lia Wöhr auch hier in der Rolle der Putzfrau Frau Siebenhals und als Produzentin dabei. Die Serie, die in der Bundesrepublik ein Straßenfeger wurde, trug viel zu ihrer Popularität bei.
Zwischendurch war sie auch immer wieder in Italien, Spanien sowie Großbritannien und inszenierte dort Verdi, Wagner und Mozart in Rom, Madrid und London. Sie firmierte dort unter den Namen Elisabetta Wöhr und Elisabeth Wöhr.
Lia Wöhr war die erste Frau, die sich beim Deutschen Fernsehen als Produzentin betätigte. Sie produzierte neben der Äppelwoisendung Zum Blauen Bock, wo sie auch die Frau Wirtin als freundliche Gastgeberin spielte, auch Bachs Johannespassion und den Feuervogel von Strawinsky. Außerdem war sie jahrelang als Produzentin für die deutschen Vorentscheidungen zum Eurovision Song Contest verantwortlich.
1976 ging sie in Pension und trat nur noch vereinzelt als Schauspielerin im Frankfurter Volkstheater auf. Sie lebte bis zuletzt in Oberursel-Weißkirchen am nördlichen Stadtrand Frankfurts, wo sie auch am 15. November 1994 starb und wo der Lia-Wöhr-Weg nach ihr benannt ist.

## Auszeichnungen und Ehrungen

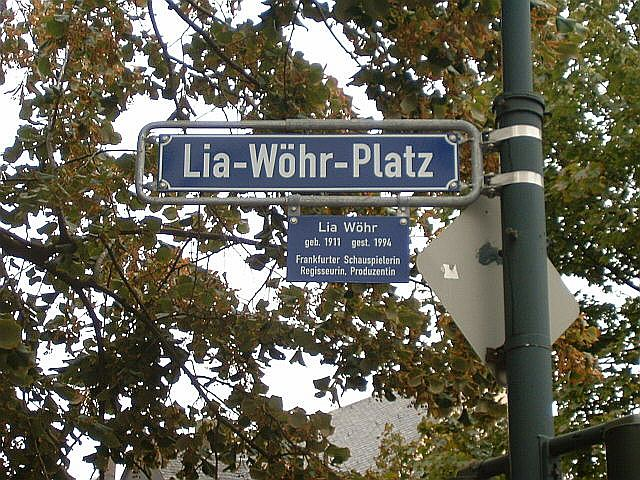
Das Schild zum Plätzche

Lia Wöhr erhielt zahlreiche Auszeichnungen, darunter das Bundesverdienstkreuz 1. Klasse (1982), den Friedrich-Stoltze-Preis (1984, benannt nach dem Mundartdichter Friedrich Stoltze) und den Hessischen Verdienstorden (1992). 1988 wurde sie Ehrenbürgerin der Stadt Oberursel (Taunus).
Die Stadt Frankfurt benannte nach einer Anregung der Grünen im Ortsbeirat den Platz an der Kreuzung von Frankenallee und Kölner Straße in ihrem Heimatstadtteil Gallus nach ihr und stellte dort – in der Nähe ihres Geburtshauses – einen vom Hessischen Rundfunk gestifteten Gedenkstein auf. Ebenso wurde, allerdings noch zu ihrer Lebenszeit, ein öffentlicher Weg zu ihrem Haus in Weißkirchen nach ihr benannt (Lia-Wöhr-Weg). Lia Wöhr war auch Ehrenmitglied der Freiwilligen Feuerwehr Oberursel-Weißkirchen.

## Filmografie
- 1954: Die Familie Hesselbach
- 1955: Die Familie Hesselbach im Urlaub
- 1956: Das Horoskop der Familie Hesselbach
- 1957: Der ideale Untermieter
- 1960–1967: Die Firma Hesselbach (als Putzfrau in allen Folgen, bis auf eine)
- 1964: Doktor Murkes gesammeltes Schweigen (Fernsehfilm)
- 1972: Tatort – Der Fall Geisterbahn
- 1975: Die halbe Eva (Fernsehfilm)
- 1976: Der Winter, der ein Sommer war (Fernsehspiel)
- 1977: Alt Frankfurt (Fernsehfilm)
- 1978: Magere Zeiten (Fernsehspiel)
- 1978: Tatort – Zürcher Früchte
- 1979: Schweig, Bub! (Fernsehfilm)
- 1980: Guten Abend, Mrs. Sunshine (Titelrolle) (Fernsehfilm)
- 1980: Kaiserhofstraße 12 (Fernsehfilm)
- 1985: Tatort – Schmerzensgeld
- 1986: Tatort – Automord
- 1986: SOKO München (Fernsehserie, 1 Folge)
- 1987: Die Wilsheimer (Fernsehserie, 1 Folge)
- 1990: Der Millionenerbe (Fernsehserie, 1 Folge)
- 1991: Der Hausgeist (Fernsehserie, 1 Folge)
- 1991: Praxis Bülowbogen (Fernsehserie, 1 Folge)
- 1991: Tatort – Rikki
- 1992: Diese Drombuschs (Fernsehserie, 1 Folge)
- 1994: Ärzte (Fernsehserie, 1 Folge)
- 1994: Tatort – Der Rastplatzmörder